# Pedaria spinosa
Pedaria spinosa là một loài bọ cánh cứng trong họ Bọ hung (Scarabaeidae).